# Porphyrio madagascariensis

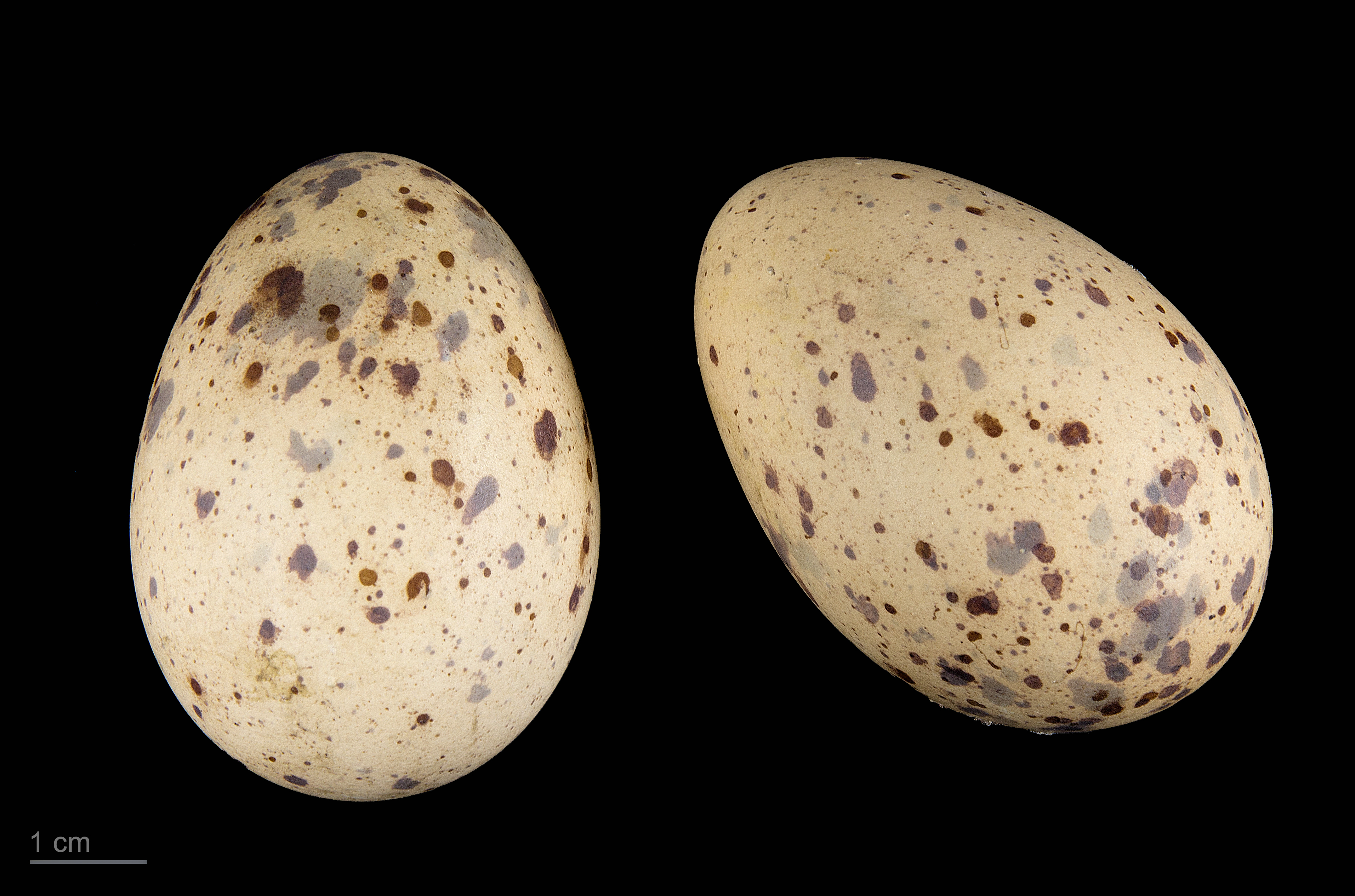
Porphyrio madagascariensis

Il pollo sultano africano (Porphyrio madagascariensis Latham, 1802) è un uccello della famiglia dei Rallidi originario dell'Africa subsahariana.

## Descrizione
Il pollo sultano africano è un rallide di notevoli dimensioni, molto simile al pollo sultano comune (Porphyrio porphyrio), di cui è stato a lungo considerato una sottospecie.

## Distribuzione e habitat
Il pollo sultano africano è diffuso in Egitto, nell'Africa subsahariana e in Madagascar.
Vive in laghi, stagni, canali e paludi, dove la vegetazione è alta e abbondante.